# Luka Raković

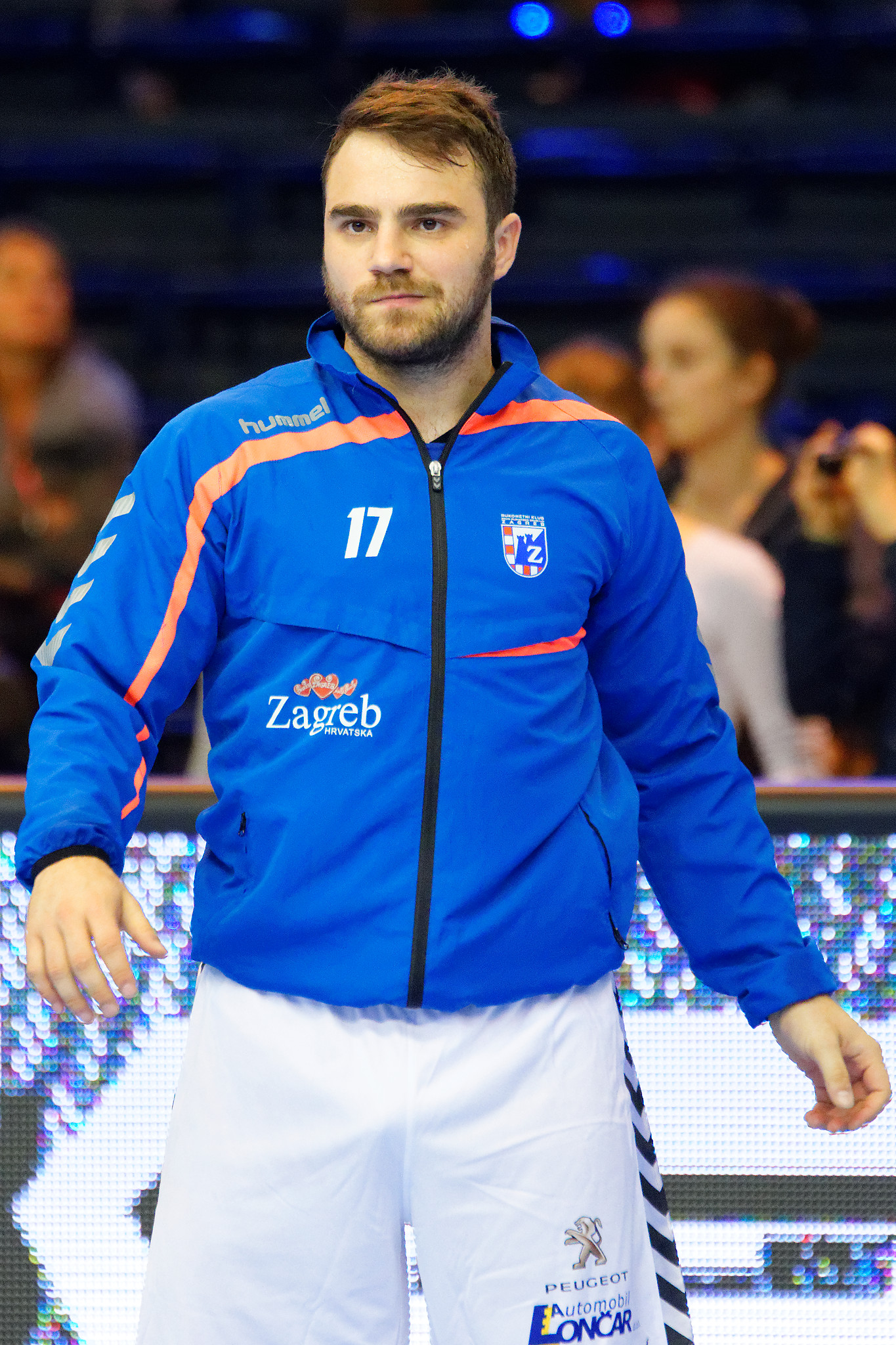
Luka Raković (2015)

Luka Raković (* 6. Juni 1988 in Zagreb) ist ein kroatischer Handballspieler.
Der 1,80 Meter große und 85 Kilogramm schwere rechte Außenspieler stand in der Saison 2009/10 bei HC Croatia Osiguranje-Zagreb unter Vertrag und gewann Meisterschaft und Pokal. Zuvor spielte er bei RK Perutnina Pipo IPC Čakovec. Er spielte mit Čakovec im EHF Challenge Cup (2007/2008) und mit Zagreb in der EHF Champions League (2009/2010). 2010 wechselte er zu RK Bosna Sarajevo, mit dem er 2011 bosnischer Meister wurde. Ab 2012 lief er für den mazedonischen Verein RK Vardar Skopje auf, mit dem er 2013 Meister und 2014 Pokalsieger wurde sowie 2014 die SEHA-Liga gewann. Im Sommer 2014 kehrte er nach Zagreb zurück. Mit Zagreb gewann er 2015 und 2016 die Meisterschaft sowie den kroatischen Pokal. Im November 2016 wechselte er zum portugiesischen Erstligisten Benfica Lissabon. Von August 2017 bis Juni 2019 stand er beim deutschen Bundesligisten TuS N-Lübbecke unter Vertrag. Im Januar 2020 verpflichtete ihn der französische Zweitligist Grand Nancy Métropole Handball für ein halbes Jahr. Seit Sommer 2020 ist Raković vereinslos.
Raković stand im erweiterten Aufgebot der kroatischen Nationalmannschaft für die Europameisterschaft 2010.